# Morcar
Morcar (Mōrcǣr en inglés antiguo, m. después de 1087) fue hijo de Aelfgar, conde de Mercia y hermano de Edwin. Él mismo era conde de Northumbria en 1065-1066, cuando Guillermo el Conquistador le reemplazó por Copsi.
En 1065, los habitantes de Northumbria se rebelaron contra su conde Tostig, quien fue reemplazado por Morcar y declarado fuera de la ley. En 1066 Tostig invadió Mercia, pero fue rechazado por Edwin y Morcar y huyó a Escocia. Más tarde ese mismo año regresó a Northumbria con el ejército del rey Harald III de Noruega. Morcar y Edwin enfrentaron y causaron grandes pérdidas a los invasores, pero sufrieron una severa derrota en la batalla de Fulford.
Después de la muerte de Harold Godwinson en la batalla de Hastings, Edwin y Morcar dieron su apoyo a Edgar Atheling, que fue proclamado rey, pero no pudieron reunir una fuerza militar efectiva para combatir al ejército invasor de Guillermo el Conquistador y pronto se sometieron.
En 1068 iniciaron una revuelta en Mercia, pero rápidamente capitularon ante el avance de Guillermo. Fueron perdonados, pero se volvieron nuevamente contra el rey a principios de 1071. Edwin pronto fue traicionado y asesinado, mientras que Morcar se unió a la rebelión iniciada por el abad de Ely, y que tácticamente organizó Hereward el Proscrito, en la isla de Ely. Cuando los normandos tomaron la isla, Morcar fue capturado y encarcelado.
Permaneció en cautiverio hasta la muerte de Guillermo en 1087, cuando el rey ordenó la liberación de todos los prisioneros. Después de un breve período de libertad, Morcar fue encarcelado de nuevo por  Guillermo el Rojo y murió en prisión.